# Plessis-Gatebled
Plessis-Gatebled est une ancienne commune française du département de l'Aube qui est depuis 1970 incluse dans La Louptière-Thénard.
Elle porte le nom de la famille chevaleresque qui possédait le lieu dès le milieu du XIIe siècle. Le plessis est une défense légère à ne pas confondre avec un château, une maison-forte, une forteresse, de type palissade entourant une place ou éventuellement une motte défendue. On notera que la famille Léventé et la famille Otran ont eu elles-aussi  leurs plessis (Plessis-aux-Eventés devenu Plessis-Saint-Jean ; Plessis-Otran devenu Plessis-du-Mée).

## Géographie
Le cadastre de 1839 cite au territoire : Ambert, Bergerie, Bornes, le Château, Clos-Merlin, la Forêt, la Garenne, Moulin-à-Vent, Purgatoire et Russie.

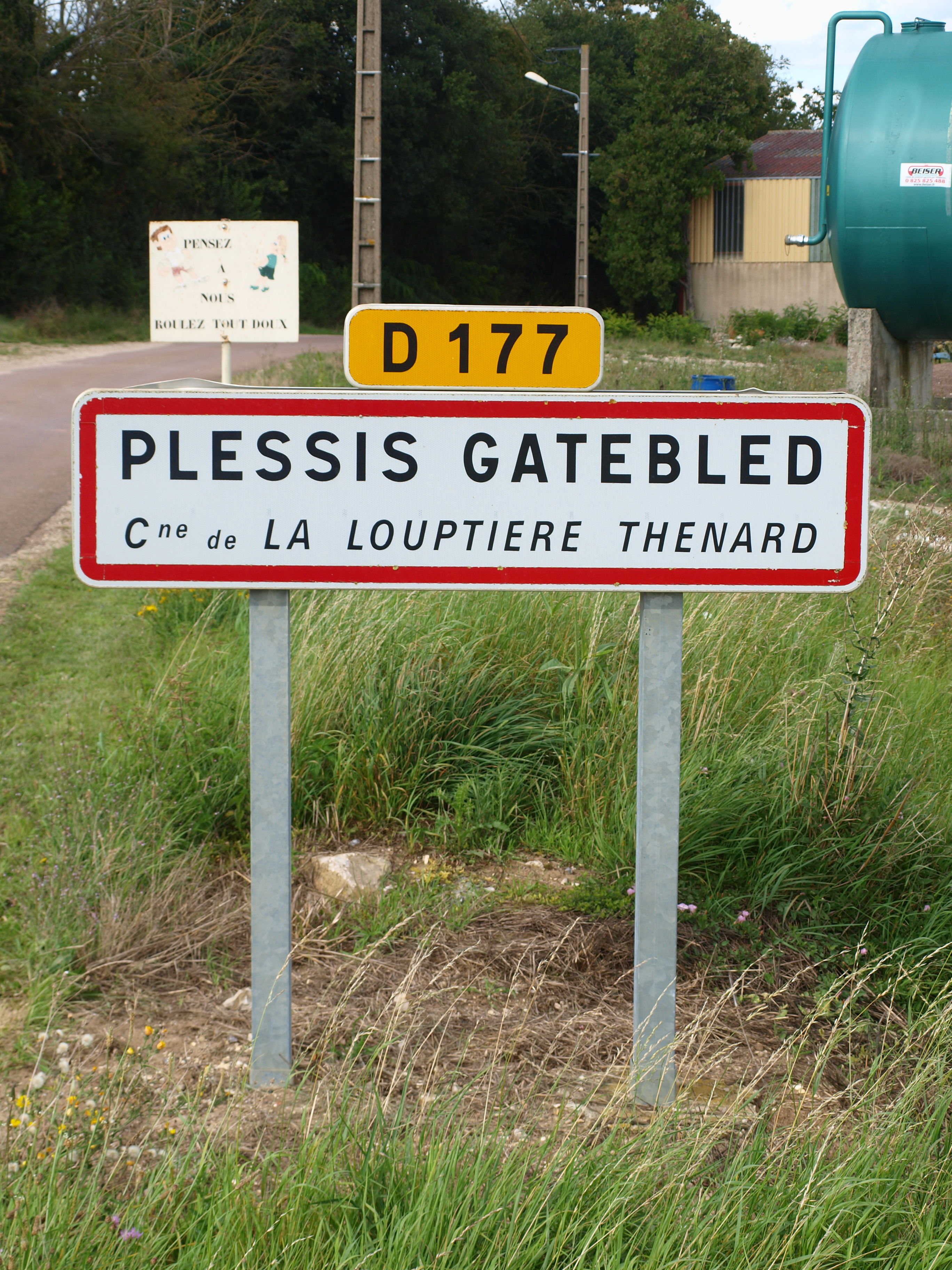
.

## Histoire
Le nom était porté par des seigneurs comme Gui Gateblé, frère de Garnier de Traînel, tous deux issus de la maison de Traînel. Les premiers seigneurs sont conjointement cités avec les Traînel : Anseau Gateblé fils de Anseau de Traînel cité en 1146 ou 7. Puis Henri du Plessis-Gateblé en 1266.
Les chevaliers de la famille Gastebled ne portent pas le titre seigneurial. Pour autant, ils sont des chevaliers importants proches des sires de Trainel. Ils ont des biens à Thorigny et Servins (Pailly). 
- Garnier Gastebled, chanoine de Sens (1183), devient évêque de Troyes en 1191 ou 1193. En témoignage de gratitude pour ses anciens collègues chanoines, il leur donne ses biens sis à Thorigny qui forment la seigneurie capitulaire de Thorigny. Nommé aumônier général de la Croisade, il assiste impuissant au détournement de l'armée vers Constantinople et à la prise de la ville souhaitée par les Vénitiens. Grand amateur de reliques, il a sans doute participé à leur partage. Il décède le 14 avril 1205 à Constantinople. Il figure sur un vitrail du haut chœur de la cathédrale de Troyes financé par son successeur l'évêque Hervé, pour rappeler qu'il a projeté la reconstruction de la cathédrale. Son frère cadet Anseau Gastebled sera archidiacre de Troyes de 1191 à 1201. L'erreur devenue usage, il est connu sous le nom de Garnier de Trainel.
- Gui Gastebled, chevalier, frère aîné du précédent. Vassal du comte de Champagne, il lui doit six semaines de garde en la châtellenie de Bray-sur-Seine, sauf la ligesse qu'il doit au sire de Trainel, vers 1172, en 1200-1201, 1210-1214. Entre 1212 et 1221, il est un important vassal de Philippe Auguste pour le domaine royal Sénonais. Il décède avant 1225. Époux de Comitissa, il a notamment pour enfants : une fille religieuse de La Madeleine de Trainel (1188) et un fils Henri archidiacre de Troyes (1211), chanoine d'Auxerre, et le chevalier Anseau Gastebled, en vie en 1239.
- Gilles de Foulx, seigneur du Plessis-Gastebled et de Sognes, est en la compagnie de Monsieur de Guise en 1542. Il vit en 1545 et 1555. En 1546, avec son fils Jean, et avec Jehan bâtard de Foulx, il agit en justice contre Louis de Melun.
- Nicolas de Floux, seigneur du Plessis-Gastebled en 1575.
- Guillaume-Nicolas Du Bois, écuyer, seigneur de Nozées. Il décède à Jouy-sur-Morin en 1681.

- Antoine Du Bois, chevalier, ancien seigneur du Plessis-Gastebled, Sognes et Les Nozées, décède au Plessis âgé de 60 ans en 1701. Il a pour neveu François Du Bois de Boisramber, chevalier, seigneur du Plessis-Gastebled, Sognes, Les Nozées, Saint-Laurent de la Salanque, Clairac, Py, Fulla de Sahoshe, lieutenant pour le Roi en la province de Roussillon.
- Clément Du Bois de Boisambert, chevalier, vicomte du Plessis-Gastebled, Sognes, Les Nozées, La Pinçonnière-en-Champagne, baron et seigneur de Lahorre, de la ville de Clairac, Saint-Laurent de Salanque, Foullat, Py, Ralleu en Roussillon ey conloent, lieutenant pour le Roi de la province et gouvernement de Roussillon, Confolent et Sardaigne, décède à Perpignan le 16 mars 1699. Époux de dame Thérèse de Caramany. En 1789, la communauté relevait de l'intendance et de la généralité de Paris, de l'élection et du bailliage de Sens. La commune faisait partie du canton de Traînel du 29 janvier 1790 jusqu'en l’an IX. La population était de 38 feux ou 160 habitants en 1799.

## Église
Elle était placée sous le vocable de saint Jacques le Majeur, Bâtie au XIIe siècle sur un plan rectangulaire avec une abside en cul-de-four voûtée ; de son côté la nef a une voûte en bois du XVIe siècle. Elle a été liée par moments paroisse ou succursale de Sognes et du doyenné de Traînel.